# Luis del Río y Ramos
Luis del Río y Ramos (Sevilla, 8 de noviembre de 1824-diciembre de 1900) fue un político español, ministro de Gracia y Justicia durante la I República.

## Biografía
Nació en noviembre de 1824. Diputado por Sevilla al obtener escaño en las elecciones de 1869 y 1873, en 1893 pasaría al Senado en representación de la Sociedad Económica de Sevilla.
Fue ministro de Gracia y Justicia entre el 8 de septiembre de 1873 y el 3 de enero de 1874, en un gobierno presidido por Emilio Castelar. Falleció en diciembre de 1900.